# Пейменад
Пеймена́д (фр. Peymeinade, окс. Puegmeinada / Peimainada) — коммуна на юго-востоке Франции в регионе Прованс — Альпы — Лазурный берег, департамент Приморские Альпы, округ Ницца, кантон Грас-1. До марта 2015 года коммуна административно входила в состав упразднённого кантона Сен-Валье-де-Тье (округ Грас).
Площадь коммуны — 9,76 км², население — 7733 человека (2006) с выраженной тенденцией к росту: 7949 человек (2012), плотность населения — 814,4 чел/км².

## Население
Население коммуны в 2011 году составляло — 7913 человек, а в 2012 году — 7949 человек.
| 1962 | 1968 | 1975 | 1982 | 1990 | 1999 | 2005 | 2006 | 2010 | 2011 | 2012 |
| ---- | ---- | ---- | ---- | ---- | ---- | ---- | ---- | ---- | ---- | ---- |
| 1247 | 1765 | 3229 | 4479 | 6293 | 7120 | 7681 | 7733 | 7867 | 7913 | 7949 |

Динамика численности населения:

## Экономика
В 2010 году из 4806 человек трудоспособного возраста (от 15 до 64 лет) 3543 были экономически активными, 1263 — неактивными (показатель активности 73,7 %, в 1999 году — 68,4 %). Из 3543 активных трудоспособных жителей работали 3233 человека (1707 мужчин и 1526 женщин), 310 числились безработными (160 мужчин и 150 женщин). Среди 1263 трудоспособных неактивных граждан 388 были учениками либо студентами, 477 — пенсионерами, а ещё 398 — были неактивны в силу других причин.
На протяжении 2010 года в коммуне числилось 3601 облагаемое налогом домохозяйство, в котором проживало 7433,5 человека. При этом медиана доходов составила 22 тысячи 215 евро на одного налогоплательщика.